# Fanny Ardant

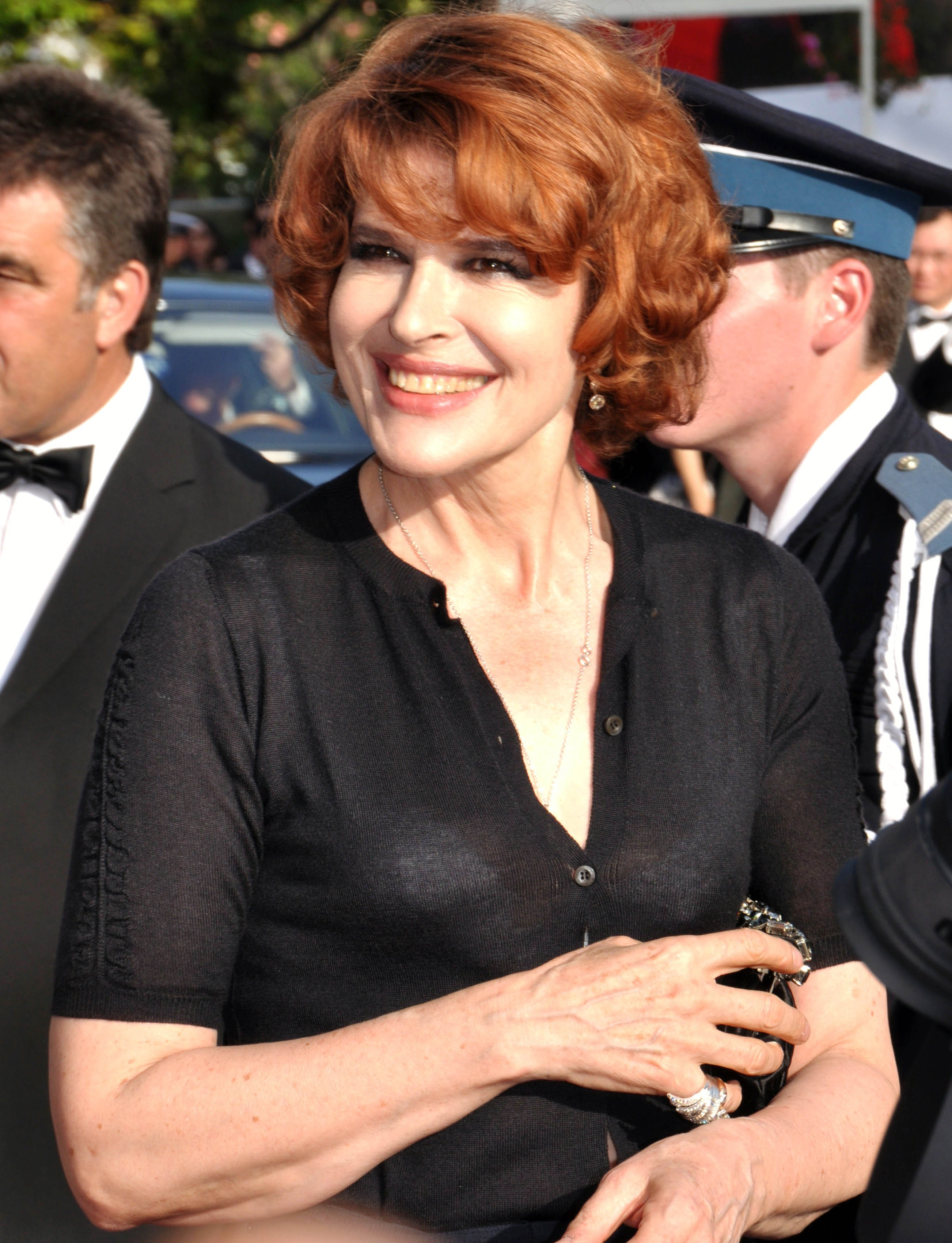
Fanny Ardant, în anul 2009

Fanny Ardant, pe numele său complet Fanny Marguerite Judith Ardant (n. 22 martie 1949, Saumur, Saumur Val de Loire⁠(d), Franța) este o actriță franceză.
Ardant a crescut în Monaco până la vârsta de 17 ani, după care s-a mutat în Aix-en-Provence pentru a studia științele politice la Institut d'études politiques d'Aix-en-Provence. În perioada următoare absolvirii, interesul său s-a îndreptat spre actorie și în 1974 și-a făcut prima apariție scenică.
Pe la începutul anilor 1980, Fanny ajunsese deja o actriță importantă de film, primind o binemeritată recunoaștere internațională pentru mai multe roluri, dintre care cel împreună cu Gérard Depardieu din La Femme d'à côté (Femeia de alături) a fost cel mai "vizibil". Filmul, regizat de François Truffaut, i-a adus lui Ardant prima nominalizare de cea mai bună actriță pentru Premiul Cesar în 1982. Din nou, în 1984, a fost nominalizată pentru Vivement dimanche!. Ulterior, a devenit partenera lui Truffaut, dând naștere fiicei lor, Joséphine Truffaut, în 28 septembrie 1983.
Inițial, ceea ce a atras publicul la Fanny Ardant au fost frumusețea sa și exuberanța sa tinerească, dar în timp a dat dovad[ de calități actoricești și sofisticare în diferite roluri. Ea a demonstrat versatilitate, jucând un rol comic în Pédale douce pentru care a câștigat în 1997 Premiul Cesar pentru cea mai bună actriță.
Vorbind fluent limba engleză, Ardant a jucat în mai multe filme britanice și americane. Cel mai recent rol pe care l-a susținut în limba engleză a fost într-unul din filmele lui Franco Zeffirelli, producția Callas Forever, film în care a portretizat viața cântăreței de operă Maria Callas. Filmul Callas Forever a deschis cel de-al 14-lea Festival internațional de film de la Palm Springs în ziua de 9 ianuarie 2003.
Fanny Ardant a apărut în peste cincizeci de filme.

## Filmografie

### Cinema
- 1976 Marie-Poupée de Joël Séria : Marie-Paule
- 1979 Les Chiens, regia Alain Jessua : infirmiera

- 1980 Unii și ceilalți (Les Uns et les Autres), regia Claude Lelouch : Véronique
- 1981 Femeia de alături (La Femme d'à côté), regia François Truffaut : Mathilde Bauchard
- 1982 Viața e un roman (La vie est un roman), regia Alain Resnais : Livia Cerasquier
- 1983 De-ar veni odată duminica! (Vivement dimanche !), regia François Truffaut : Barbara Becker
- 1983 Benvenuta, regia André Delvaux : Benvenuta
- 1983 Dragostea lui Swann (Un amour de Swann), regia Volker Schlöndorff : Oriane de Guermantes
- 1984 Iubire dincolo de moarte (L'Amour à mort), regia Alain Resnais : Judith Martignac
- 1986 Consiliu de familie (Conseil de famille), regia Costa-Gavras : mama
- 1986 Mélo, regia Alain Resnais : Christiane Levesque
- 1987 Familia (La Famiglia), regia Ettore Scola : Adriana
- 1988 Nu plânge, iubito (Pleure pas my love), regia Tony Gatlif : Roxane
- 1988 Trois sœurs, regia Margarethe von Trotta : Velia Parini
- 1989 Australia, regia Jean-Jacques Andrien : Jeanne Gauthie

- 1990 Aventurile Catherinei C. (Aventure de Catherine C.), regia Pierre Beuchot : Catherine Crachat
- 1991 Frica de întuneric (Afraid of the Dark), regia Mark Peploe : Miriam
- 1991 Numai minciuni (Rien que des mensonges), regia Paule Muret : Muriel
- 1992 Amok, regia Joël Farges : Elle
- 1992 Soția dezertorului (La Femme du déserteur), regia Michal Bat-Adam : Nina
- 1993 Colonelul Chabert (Le Colonel Chabert), regia Yves Angelo : Rose Chapotel, comtesse Ferraud
- 1995 Dincolo de nori (Al di là delle nuvole), regia Michelangelo Antonioni : Patricia
- 1995 O sută și una de nopți (Les Cent et Une Nuits de Simon Cinéma), regia Agnès Varda
- 1995 Sabrina, regia Sydney Pollack : Irene
- 1996 Désiré, regia Bernard Murat : Odette
- 1996 PeDe (Pédale douce), regia Gabriel Aghion : Évelyne, dite Éva
- 1996 Baronul (Ridicule), regia Patrice Leconte : la comtesse de Blayac
- 1998 Elizabeth (Elizabeth: The Virgin Queen), regia Shekhar Kapur : Marie de Guise
- 1998 Cina (La cena), regia Ettore Scola : Flora
- 1999 Debandada (La Débandade), regia Claude Berri : Marie Langmann
- 1999 Fiul francezului (Le Fils du Français), regia Gérard Lauzier : Anne Laviel

- 2000 Libertinul (Le Libertin), regia Gabriel Aghion : Madame Therbouche
- 2001 Callas Forever (Callas Forever), regia Franco Zeffirelli : Maria Callas
- 2001 Nicio veste de la Dumnezeu (Sin noticias de Dios), regia Agustín Díaz Yanes : Marina d'Angelo
- 2002 8 femei (Huit femmes), regia François Ozon : Pierrette
- 2003 Nathalie... (Nathalie…), regia Anne Fontaine : Catherine
- 2004 L'Odeur du sang (L'Odore del sangue), regia Mario Martone : Silvia
- 2004 El Año del diluvio, regia Jaime Chávarri : Sœur Consuelo
- 2006 Orașul iubirii (Paris, je t'aime, scurtmetraj), regia Richard LaGravenese : Fanny
- 2007 Roman de gare, regia Hervé Picard : Judith Ralitzer
- 2007 L'ora di punta, regia Vincenzo Marra : Caterina
- 2008 The Secrets (Ha-Sodot), regia Avi Nesher : Anouk
- 2009 Visage, regia Tsai Ming-liang : producătorul și regina Herodiade
- 2009 Trésor, regia Claude Berri și François Dupeyron : Françoise Lagnier

- 2015 Chic !, regia Jérôme Cornuau : Alicia Ricosi
- 2017 Lola Pater, regia Nadir Moknèche : Lola/Farid Chekib
- 2018 Ma mère est folle, regia Diane Kurys : Nina
- 2019 La Belle Époque, regia Nicolas Bedos : Marianne
- 2019 Perdrix, regia Erwan Le Duc : Thérèse Perdrix

- 2020 ADN, regia Maïwenn : Caroline, la mère de Neige
- 2022 Les Jeunes Amants, regia Carine Tardieu : Shauna Loszinsky
- 2022 Les Volets verts, regia Jean Becker : Jeanne Swann
- 2022 Couleurs de l’incendie, regia Clovis Cornillac : Solange Gallinato
- 2023 Complètement cramé !, regia Gilles Legardinier : Nathalie de Beauvillier
- 2023 The Palace, regia Roman Polanski

### Televiziune
- 1979 Cinéma 16 : La Muse et la Madone de Nina Companeez : Natacha
- 1980 Mémoires de deux jeunes mariées de Marcel Cravenne : Louise de Chaulieu
- 1999 Balzac de Josée Dayan : Eve Hanska
- 2003 Sarah (film TV)
- 2013 Le Clan des Lanzac de Josée Dayan : Elizabeth Lanzac
- 2021 Les Damnés de la Commune de Raphaël Meyssan (documentaire) : La mère de Victorine

## Ca regizor
- 2009 Cendres et sang, producători: Tudor Giurgiu și Paulo Branco.
- 2013 Cadences obstinées
- 2016 Le Divan de Staline